# Piotr Pośpiech
Piotr Pośpiech (ur. 2 kwietnia 1970 w Kluczborku) – polski samorządowiec i urzędnik, w latach 2006–2018 starosta kluczborski, od 2024 wicewojewoda opolski.

## Życiorys
Ukończył liceum ekonomiczne w Kluczborku. Kształcił się na Politechnice Opolskiej, Uniwersytecie Opolskim i Uniwersytecie Wrocławskim.
Zaangażował się w działalność polityczną w ramach Polskiego Stronnictwa Ludowego. W 2002 ubiegał się o mandat radnego Kluczborka. W 2006 kandydował bez powodzenia do rady powiatu kluczborskiego, mandat uzyskał w miejsce Stanisława Rakoczego. W 2010, 2014 i 2018 wybierany ponownie do tego gremium. Pełnił funkcję skarbnika powiatu, a w latach 2006–2018 przez trzy kadencje pozostawał jego starostą. Kandydował także do Sejmu w 2019. W 2019 został sekretarzem gminy Łubniany, w związku z czym zawiesił członkostwo w PSL. Dołączył później do ruchu samorządowego Tak! Dla Polski.
29 stycznia 2024 powołany na stanowisko wicewojewody opolskiego, odpowiedzialnego m.in. za infrastrukturę, sprawy obywatelskie i kwestię cudzoziemców. Jego wyboru dokonano po odrzuceniu kandydatury wicestarosty powiatu namysłowskiego Tomasza Wiciaka.
W marcu 2024 ogłosił, że wyborach samorządowych będzie kandydować na burmistrza Kluczborka w ramach własnego komitetu wyborczego „Stąd Jesteśmy”. W głosowaniu uzyskał drugie miejsce z poparciem 32% wyborców. Jednocześnie zdobył mandat w radzie miejskiej Kluczborka, którego się zrzekł i pozostał na stanowisku wicewojewody.

## Wyróżnienia
W 2016 wyróżniony tytułem Człowieka Roku na szczeblu powiatowym.